# Брукгейвен (Західна Вірджинія)
Брукгейвен (англ. Brookhaven) — переписна місцевість (CDP) в США, в окрузі Мононґалія штату Західна Вірджинія. Населення — 5707 осіб (2020).

## Географія
Брукгейвен розташований за координатами 39°36′22″ пн. ш. 79°52′59″ зх. д. / 39.60611° пн. ш. 79.88306° зх. д. (39.606211, -79.882950).  За даними Бюро перепису населення США в 2010 році переписна місцевість мала площу 24,03 км², з яких 23,90 км² — суходіл та 0,14 км² — водойми.

## Демографія
Згідно з переписом 2010 року, у переписній місцевості мешкала 5171 особа в 2101 домогосподарстві у складі 1444 родин. Густота населення становила 215 осіб/км².  Було 2236 помешкань (93/км²).
Расовий склад населення:
| - 95,6 % — білих - 1,5 % — чорних або афроамериканців - 0,8 % — азіатів - 0,1 % — вихідців з тихоокеанських островів |

До двох чи більше рас належало 1,6 %. Частка іспаномовних становила 0,9 % від усіх жителів.
За віковим діапазоном населення розподілялося таким чином: 23,1 % — особи молодші 18 років, 65,8 % — особи у віці 18—64 років, 11,1 % — особи у віці 65 років та старші. Медіана віку мешканця становила 37,9 року. На 100 осіб жіночої статі у переписній місцевості припадало 95,4 чоловіків;  на 100 жінок у віці від 18 років та старших — 92,0 чоловіків також старших 18 років.
Середній дохід на одне домашнє господарство  становив 68 298 доларів США (медіана — 60 969), а середній дохід на одну сім'ю — 83 554 долари (медіана — 76 731). Медіана доходів становила 41 261 долар для чоловіків та 37 500 доларів для жінок. За межею бідності перебувало 11,7 % осіб, у тому числі 13,9 % дітей у віці до 18 років та 10,3 % осіб у віці 65 років та старших.
Цивільне працевлаштоване населення становило 2737 осіб. Основні галузі зайнятості: освіта, охорона здоров'я та соціальна допомога — 31,3 %, роздрібна торгівля — 14,0 %, виробництво — 10,2 %, науковці, спеціалісти, менеджери — 9,3 %.